# Beleidsregels arbeidsomstandighedenwetgeving
De Beleidsregels arbeidsomstandighedenwetgeving (of kortweg Arbobeleidsregels) maken deel uit van de Nederlandse Arbeidsomstandighedenwetgeving. De Arbobeleidsregels bevatten geen bindende voorschriften, maar geven wel suggesties hoe de werkgever de bescherming die de wet verlangt, kan bereiken. Een werkgever kan dus zelf bepalen op welke manier hij dat niveau wil bereiken. Er is één regel die duidelijk afwijkt. Dat is de regel over boeteoplegging. De berekening van de boete en wanneer de boete verhoogd of verlaagd wordt, ligt voor iedereen vast.
Bij de wijziging van de Arbowet van 30 november 2006 (Staatsblad 2006, nr.273) is aangekondigd dat de tot dan toe bestaande Arbobeleidsregels op termijn zouden komen te vervallen. Uitgangspunt van de wetswijziging was dat er voor de totstandkoming van goede arbeidsomstandigheden meer verantwoordelijkheid werd gelegd bij de sociale partners om meer maatwerk per bedrijf of branche mogelijk te maken.
Met ingang van 1 januari 2011 zijn er 76 bestaande Arbobeleidsregels vervallen. Een aantal van de toenmalige beleidsregels is opgenomen in het Arbeidsomstandighedenbesluit.